# Gudmundus Sporenius
Gudmundus Sporenius, död 1 april 1669 i Östra Stenby församling, var en svensk präst.

## Biografi
Gudmundus Sporenius var son till kyrkoherden Petrus Sporrenius i Säby församling. Han studerade vi en gymnasieskola och prästvigdes 1635 till komminister i Mellby församling. Han var från 1645 till 1647 student vid Uppsala universitet. Han återvände sedan till Mellby församling och blev 1651 kyrkoherde i Östra Stenby församling. Sporenius avled 1669 i Östra Stenby församling.

### Familj
Sporenius gifte sig första gången 17 april 1651 med Kirstin Svensdotter. Hon var änka efter kyrkoherden Isaacus Erici i Östra Stenby församling. Sporenius gifte sig andra gången med Ingeborg Månsdotter.